# Microsorum aurantiacum
Microsorum aurantiacum là một loài dương xỉ trong họ Polypodiaceae. Loài này được Noot. mô tả khoa học đầu tiên năm 1996.
Danh pháp khoa học của loài này chưa được làm sáng tỏ. 